# Jean-Louis Dumas (philosophe)
 (avril 2025).
Si vous disposez d'ouvrages ou d'articles de référence ou si vous connaissez des sites web de qualité traitant du thème abordé ici, merci de compléter l'article en donnant les références utiles à sa vérifiabilité et en les liant à la section « Notes et références ».
 (avril 2025).
Motif : Sources secondaires centrées insuffisantes
- Archive Wikiwix
- Bing
- Cairn
- DuckDuckGo
- E. Universalis
- Gallica
- Google
- G. Books
- G. News
- G. Scholar
- Persée
- Qwant
- (zh) Baidu
- (ru) Yandex
- (wd) trouver des œuvres sur Wikidata

| 1. | Préciser le motif de la pose du bandeau. | Précisez le motif de la pose du bandeau en utilisant la syntaxe suivante : {{admissibilité à vérifier\|date=juillet 2025\|motif=remplacez ce texte par le motif}}                                  |
| 2. | Informer les utilisateurs concernés.     | Pensez à avertir le créateur de l'article, par exemple, en insérant le code ci-dessous sur sa page de discussion : {{subst:avertissement admissibilité à vérifier\|Jean-Louis Dumas (philosophe)}} |

 (avril 2025).
Pour les articles homonymes, voir Jean-Louis Dumas et Dumas.
Jean-Louis Dumas, né à Strasbourg le 29 novembre 1923 et mort à Caen le 2 mai 2024, est un universitaire et un historien français de la philosophie. Ancien élève de l'École normale supérieure, agrégé de philosophie et docteur ès lettres, il a été professeur de classes préparatoires littéraires au lycée Malherbe de Caen,.

## Biographie
Jean-Louis Dumas, fils d'enseignants et aîné de trois garçons, passe à Paris ses premières années, marquées par la guerre et le décès prématuré de son père en 1937. Il effectue sa scolarité au lycée  Carnot où  il côtoie Gilles Deleuze et Claude Lefort, puis ses classes préparatoires au lycée Henri IV. Son professeur de khâgne, Jean Hyppolite, déterminera son intérêt pour Hegel et plus largement pour la philosophie allemande et française du XIXe siècle. En 1948, à l'issue de ses années d'ENS, il est reçu à l'agrégation de philosophie, 6e ex æquo avec François Châtelet.
En  1950, il est nommé à Caen. Il enseigne au lycée Malherbe en classes préparatoires littéraires et à l'université comme chargé de cours. Il y côtoie Lucien Jerphagnon.
En 1971, il soutient à la Sorbonne son Doctorat sous la Direction d'Henri Gouhier.
Après sa retraite en 1985, il occupe le poste  de secrétaire perpétuel de l'Académie des Sciences, Arts et Belles-Lettres de Caen, où il était entré en 1976. Il publie traductions, éditions scientifiques, et ouvrages d'histoire de la philosophie au sein de l’équipe de philosophie « Identité et Subjectivité » de l’Université de Caen.

## Travaux
Avant les années 1980, Jean-Louis Dumas publie sa thèse consacrée au philosophe Bordas-Demoulin ainsi que différents articles dans des revues philosophiques. Il collabore également à l'Encyclopædia Universalis et édite avec J. Deprun le cours de Maurice Merleau-Ponty, dont il a été l'étudiant à l'ENS.
En 1984, il publie Vivre et philosopher au grand siècle, qui recevra le prix Botta de l'Académie française, où il établit une sociologie et une topologie de l'activité philosophique en analysant les milieux sociaux et les lieux permettant l'accès à la réflexion en évitant toute explication globalisante.
En 1990 et 1993, paraissent les tomes 2 et 3 de L'Histoire de la Pensée, où Jean-Louis Dumas scrute les cinq derniers siècles de l'histoire intellectuelle de l'Europe, en montrant comment la philosophie qui vit au rythme du développement des connaissances, se découvre comme telle, et tente de rendre compte de ce qu'est le monde et de ce qu'elle peut y faire. Chaque volume comporte un tableau chronologique, des cartes, une bibliographie et un index onomastique.
Parallèlement, il édite des extraits de la correspondance de Théodore de Bèze, Le Traité de l'existence de Dieu de Fénelon, les cours de logique de J. Lachelier et des cours d'Henri Bergson. De 1998 à 2002, il travaille, sous la direction de L. Jerphagnon à l'édition des Œuvres de Saint-Augustin dans la Bibliothèque de La Pléiade, dont il traduit et annote plusieurs traités, ainsi que certains livres de la Cité de Dieu. Enfin, en 2014, il publie des notes préparatoires aux cours que L. Jerphagnon dispensait à l'Université de Caen.

## Œuvres
- Bordas-Demoulin, platonicien et gallican, service de reproduction des thèses de l'Université de Lille, 1971[7]
- Vivre et philosopher au grand siècle, Privat, 1984[8]
- Histoire de la Pensée, Philosophie et Philosophes  tomes 2 et 3. Tallandier, 1990;  le livre de poche, 1993[9]

## Travaux d'édition
- Paul Bourget, Le Disciple, Ed.Larousse, 1954
- Maurice Merleau-Ponty, L'Union de l'âme et du corps chez Malebranche, Biran et Bergson : notes prises au cours de Maurice Merleau-Ponty à l'École normale supérieure (1947-1948), Vrin, 1968.
- J. Romains, Les hommes de bonne volonté, Ed.Larousse, 1976
- François de Fénelon, Traité de l'existence de Dieu, Ed. Universitaires, 1990.
- Jules Lachelier, Cours de logique : École normale supérieure, 1866-1867, Ed. Universitaires, 1990.
- Henri Bergson, Leçons de Psychologie et de Métaphysique,Leçons d'esthétique,Leçons d'histoire de la philosophie moderne Presses Universitaires de France, 1990, 1992, 1995.
- Saint-Augustin, Œuvres, sous la direction de L. Jerphagnon, Gallimard, Bibliothèque-de-la-Pléiade, 3 vol. 1998-2002.
  - T.1, Contre les Académiciens ; La Musique 
  - T.2, La Cité de Dieu, livres IV,V et XVIII ;
  - T.3  La Nature du Bien, contre les Manichéens ; La Réprimande et le Secours divin.
- Théodore de Bèze, Un grand de l'Europe, Les Bergers et les Mages, 2000
- Lucien Jerphagnon, Mes leçons d'antan : Platon, Plotin et le néoplatonisme, textes rassemblés et postfacés par Jean-Louis Dumas, Les Belles lettres, 2014.

## Principaux articles
- Politique hégélienne, La Vie intellectuelle, 1952
- La théorie des idées chez Bordas-Demoulin, Les Études philosophiques, avril-juin, 1958
- Renouvier, critique de Hegel, Revue de métaphysique et de morale, 1971-1
- La philosophie de l'histoire de Renan, Revue de métaphysique et de morale, 1972-1
- Taine, lecteur de Hegel, Les Études philosophiques, avril-juin, 1972
- Lerminier, Archives de philosophie du droit, t.XVII, 1972
- Philosophie, Exégèse et Politique, Revue de métaphysique et de morale, 1973-2
- Quinet et la philosophie allemande de l'histoire, Revue de Littérature comparée, 1973-3
- Jansénisme et modernité, Revue des Sciences religieuses, 1975
- Autorité et Liberté, Bulletin du cercle thomiste, mars 1979
- Saint Benoît, Bulletin du Cercle thomiste, sept.1980
- Paul-Louis Courier et la religion, La Revue russe
- Positivisme, Hégélianisme, Matérialisme, Revue de métaphysique et de morale
- L'égalité des droits et le principe d'individuation chez saint Thomas, Bulletin du Cercle thomiste, mars-juin, 1980
- Sur le prétendu hégélianisme de Taine, Romantisme, 1981, no 32
- Claudius et Kant, Revue de métaphysique et de morale, 1982
- Souveraineté et Légitimité chez Blanc de Saint-Bonnet, Cahiers de Philosophie juridique de l'Université de Caen,1984, no 5
- Les études malebranchistes en France, Les Études philosophiques, juillet-septembre, 1985
- Du banal au merveilleux, Mélanges offerts à Lucien Jerphagnon, Les cahiers de Fontenay, 1989
- Taine et Renan, juges de l'intelligence française, Conférence faite au Collège de France, le 27 oct.1989, Études renaniennes, 1990-1
- Compréhension et vérité, Réflexions chrétiennes, 2008-4
- L'accès à la vérité, Réflexions chrétiennes, 2009-4
- De l'injustice humaine à la justice divine, Réflexions chrétiennes, 2011-1
- Mémoires de l'Académie nationale des Sciences, Arts et Belles-Lettres de Caen : 33 articles[10].
- Encyclopedia Universalis, entrée « innéisme »; notices « Hamelin », « Lachelier », « Lagneau », « Lavelle », « Le Senne », « Renouvier »[11].